# Limas
Limas [lima] est une commune française située dans le département du Rhône, en région Auvergne-Rhône-Alpes.

## Géographie
Limas est une commune moyenne adjacente à Villefranche-sur-Saône située à 30 km au nord de Lyon.

### Intercommunalité
La commune fait partie de la communauté d'agglomération Villefranche-Beaujolais-Saône.

### Étymologie
L'origine du nom de la commune est soit lima (boue, limon) ou mas, mans (petit enclos).
Sur des cartes anciennes le nom de la commune est Lymans ou Limanz.
En ce qui concerne Lymanz ou Lymans, l’étude du nom permet de le faire remonter avant l’époque gallo-romaine. En effet, Ly-Manz, Le-Mans, Le-Mansus signifie en langue celte (issue du grec) « petit domaine qui constitue une unité agricole ».

### Climat
Pour des articles plus généraux, voir Climat d'Auvergne-Rhône-Alpes et Climat du Rhône.
En 2010, le climat de la commune est de type climat océanique altéré, selon une étude du Centre national de la recherche scientifique s'appuyant sur une série de données couvrant la période 1971-2000. En 2020, Météo-France publie une typologie des climats de la France métropolitaine dans laquelle la commune est exposée à un climat de montagne ou de marges de montagne et est dans une zone de transition entre les régions climatiques « Bourgogne, vallée de la Saône » et « Nord-est du Massif Central ». 
Pour la période 1971-2000, la température annuelle moyenne est de 11,7 °C, avec une amplitude thermique annuelle de 17,8 °C. Le cumul annuel moyen de précipitations est de 786 mm, avec 9,2 jours de précipitations en janvier et 6,8 jours en juillet. Pour la période 1991-2020, la température moyenne annuelle observée sur la station météorologique de Météo-France la plus proche, « Villefranche », sur la commune de Villefranche-sur-Saône à 2 km à vol d'oiseau, est de 13,1 °C et le cumul annuel moyen de précipitations est de 790,9 mm,. Pour l'avenir, les paramètres climatiques de la commune estimés pour 2050 selon différents scénarios d'émission de gaz à effet de serre sont consultables sur un site dédié publié par Météo-France en novembre 2022.
| Mois                                  | jan.             | fév.           | mars           | avril         | mai             | juin           | jui.            | août          | sep.           | oct.            | nov.            | déc.             | année      |
| ------------------------------------- | ---------------- | -------------- | -------------- | ------------- | --------------- | -------------- | --------------- | ------------- | -------------- | --------------- | --------------- | ---------------- | ---------- |
| Température minimale moyenne (°C)     | 0,9              | 1              | 3,6            | 6,6           | 10,8            | 14,3           | 16,2            | 15,5          | 12             | 8,6             | 4,4             | 1,6              | 8          |
| Température moyenne (°C)              | 4,2              | 5,3            | 9              | 12,5          | 16,7            | 20,5           | 22,5            | 22            | 17,9           | 13,4            | 8               | 4,8              | 13,1       |
| Température maximale moyenne (°C)     | 7,6              | 9,6            | 14,4           | 18,4          | 22,6            | 26,7           | 28,8            | 28,5          | 23,8           | 18,1            | 11,6            | 8                | 18,2       |
| Record de froid (°C) date du record   | −21,9 25.01.1963 | −19 06.02.1963 | −11,5 01.03.05 | −5 08.04.03   | −0,8 04.05.1967 | 3,7 02.06.1975 | 4,9 03.07.1948  | 5 31.08.1986  | 0,5 25.09.1972 | −4,9 29.10.1950 | −8,5 23.11.1998 | −16,2 22.12.1963 | −21,9 1963 |
| Record de chaleur (°C) date du record | 19,1 10.01.15    | 23,1 25.02.21  | 27,7 31.03.21  | 32 15.04.1949 | 40 29.05.1947   | 41 12.06.1947  | 43,5 30.07.1947 | 43 02.08.1947 | 36 14.09.1947  | 31,6 02.10.23   | 23,3 06.11.15   | 19,9 31.12.22    | 43,5 1947  |
| Précipitations (mm)                   | 48,3             | 37,9           | 46,9           | 62,6          | 73,5            | 73,6           | 77,1            | 71            | 68,2           | 89,9            | 88,4            | 53,5             | 790,9      |

## Urbanisme

### Typologie
Au 1er janvier 2024, Limas est catégorisée centre urbain intermédiaire, selon la nouvelle grille communale de densité à sept niveaux définie par l'Insee en 2022.
Elle appartient à l'unité urbaine de Lyon, une agglomération inter-départementale regroupant 123  communes, dont elle est une commune de la banlieue,,. Par ailleurs la commune fait partie de l'aire d'attraction de Lyon, dont elle est une commune de la couronne,. Cette aire, qui regroupe 397 communes, est catégorisée dans les aires de 700 000 habitants ou plus (hors Paris),.

### Occupation des sols
L'occupation des sols de la commune, telle qu'elle ressort de la base de données européenne d’occupation biophysique des sols Corine Land Cover (CLC), est marquée par l'importance des territoires artificialisés (55,2 % en 2018), en augmentation par rapport à 1990 (50,8 %). La répartition détaillée en 2018 est la suivante : 
zones urbanisées (38,2 %), zones industrielles ou commerciales et réseaux de communication (17 %), zones agricoles hétérogènes (13,8 %), milieux à végétation arbustive et/ou herbacée (13,1 %), terres arables (6,8 %), cultures permanentes (5,7 %), prairies (5,1 %), eaux continentales (0,3 %). L'évolution de l’occupation des sols de la commune et de ses infrastructures peut être observée sur les différentes représentations cartographiques du territoire : la carte de Cassini (XVIIIe siècle), la carte d'état-major (1820-1866) et les cartes ou photos aériennes de l'IGN pour la période actuelle (1950 à aujourd'hui).

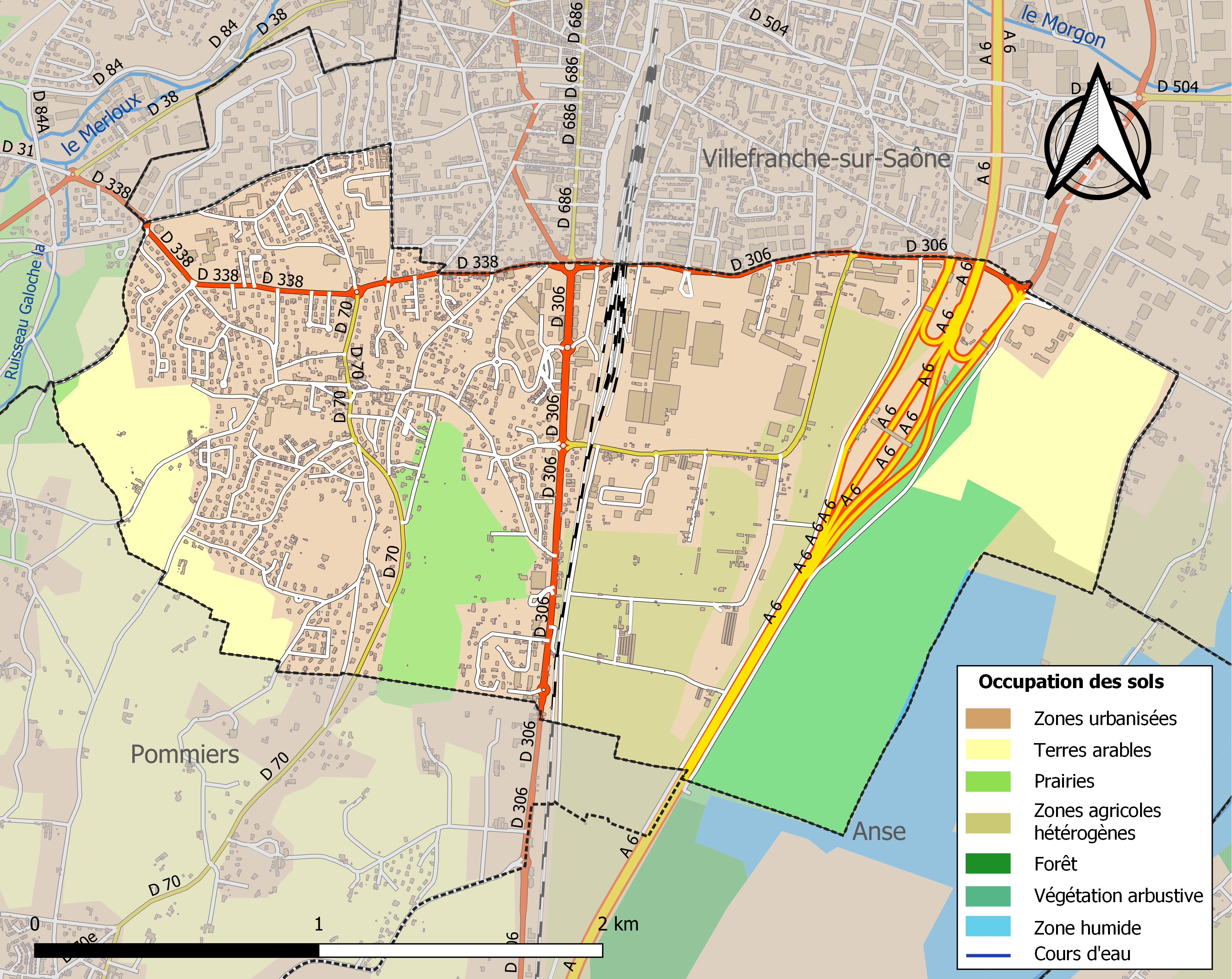
Carte des infrastructures et de l'occupation des sols de la commune en 2018 (CLC).

## Histoire

### Époque Romaine
Sur le site de Limas, il existait déjà un village de nom celte. De nombreux soldats romains retraités s'y installèrent ensuite. Ils construisirent des villas qui devinrent de nombreux villages aux noms à consonance latine.
Une carte de 838 précise cette implantation romaine : Lymans était située en pagus lugdunensis (Pays de Lyon), dans l’ager de Buissanta (territoire occupé par plusieurs familles).
Lorsque la région fût convertie au christianisme, les limites des pagus devinrent celles des diocèses, les agers devinrent des paroisses.

### Époque médiévale
En 900, dans l’ager de Buissanta sont citées la villa de Buissanta et celle de Lymanz. En 940, dans le cartulaire de Savigny, Unfred de Beaujeu fait don de biens situés dans le diocèse de Lyon, dans l’ager d’Anse, dans une villa appelée Lymans. En 950, celle ci devient le siège d’une seigneurie ecclésiastique dépendante de l’abbaye de Cluny (Lymans est doyenné) et d’un seigneur vassal de Beaujeu, Guichard de Lymans. En 976, le nom apparaît dans une charte de l’Abbaye de Savigny.
En 1080, Humbert II de Beaujeu achète la mouvance de Lymans.
Vers 1280, après accord de Cluny, Beaujeu installe un prévôt, pour percevoir les redevances et faire fonction de basse justice. À cette époque, Lymans dépend à la fois d’un seigneur laïc (le seigneur de Lymans) et d’un seigneur ecclésiastique (le doyen de Lymans nommé par Cluny).
Vers le début du 12e siècle, le seigneur de Beaujeu décide la création de Villefranche-sur-Saône, à partir de terres appartenant à la seigneurie de Limas.
En 1310, le fief de Lymans fut dit « prieuré, seigneurie ecclésiastique, prévôté ».
En 1500 Pierre de Bourbon décide de transférer la prévoté à Villefranche. En 1562, la région fut dévastée par le baron des Adrets, chef du parti protestant de cette époque. Le château, abandonné par les moines réfugiés à Cluny, est mis à sac. L'abbaye de Cluny s'en sépare en 1575.

### La révolution[14]
Il n’y eut pas de victimes à LIMAS, les nobles habitant Villefranche sur Saône depuis de nombreuses années.
Seule l’Eglise possédait des biens importants sur la commune. Ils furent saisis et revendus comme biens nationaux. Ce fut le cas du presbytère et de tous les terrains appartenant aux sœurs de l’hôpital de Villefranche sur Saône. Ces ventes accentuèrent le morcellement des domaines. L’église de Limas fut conservée comme bien communal dans le but de servir de salle de réunions.

### Après la révolution[14]
Les citoyens de la commune durent effectuer de nombreuses dépenses pour :
- la remise en état et l’agrandissement de l’église
- la construction d’une école communale (maison mairie-école)
- la transformation des chemins de terre en routes empierrées.

Le château de Belleroche aujourd’hui disparu.

## Les domaines agricoles[14]
En 1700, LIMANS comptait 12 domaines et 25 petits propriétaires.
En 1720, sont imposés 10 domaines et 5 vignes.
En 1740, sont imposés 8 domaines et 7 vignes.
En 1760, sont imposés 7 vignes.

## Héraldique
| Blason de Limas | Blason  | Parti: au 1er d’argent à la tour senestrée d’un avant-mur du même, maçonnée de sable et surmontée d’un écu tiercé en pal d’azur, d’argent et de gueules, au 2e d’argent à la grappe de raisin de gueules tigées et feuillées de sinople. |
| Blason de Limas | Détails | Le statut officiel du blason reste à déterminer. |

## Population et société

### Démographie
L'évolution du nombre d'habitants est connue à travers les recensements de la population effectués dans la commune depuis 1793. Pour les communes de moins de 10 000 habitants, une enquête de recensement portant sur toute la population est réalisée tous les cinq ans, les populations de référence des années intermédiaires étant quant à elles estimées par interpolation ou extrapolation. Pour la commune, le premier recensement exhaustif entrant dans le cadre du nouveau dispositif a été réalisé en 2006.

En 2022, la commune comptait 4 749 habitants, en évolution de −0,11 % par rapport à 2016 (Rhône : +3,93 %, France hors Mayotte : +2,11 %).
| 1793 | 1800 | 1806 | 1821 | 1831 | 1836  | 1841  | 1846  | 1851  |
| ---- | ---- | ---- | ---- | ---- | ----- | ----- | ----- | ----- |
| 353  | 202  | 465  | 546  | 678  | 1 000 | 1 782 | 1 217 | 1 419 |

| 1856 | 1861 | 1866 | 1872 | 1876 | 1881 | 1886 | 1891 | 1896 |
| ---- | ---- | ---- | ---- | ---- | ---- | ---- | ---- | ---- |
| 528  | 555  | 555  | 641  | 580  | 612  | 602  | 628  | 660  |

| 1901 | 1906 | 1911 | 1921 | 1926 | 1931  | 1936  | 1946  | 1954  |
| ---- | ---- | ---- | ---- | ---- | ----- | ----- | ----- | ----- |
| 701  | 697  | 708  | 939  | 996  | 1 090 | 1 129 | 1 162 | 1 310 |

| 1962  | 1968  | 1975  | 1982  | 1990  | 1999  | 2006  | 2011  | 2016  |
| ----- | ----- | ----- | ----- | ----- | ----- | ----- | ----- | ----- |
| 1 520 | 1 770 | 3 216 | 3 463 | 3 652 | 4 151 | 4 394 | 4 467 | 4 754 |

| 2021  | 2022  | - | - | - | - | - | - | - |
| ----- | ----- | - | - | - | - | - | - | - |
| 4 790 | 4 749 | - | - | - | - | - | - | - |

### Enseignement
La ville compte : 
- une école maternelle ;
- une école primaire ;
- le collège Maurice-Utrillo.

### Manifestations culturelles et festivités
La Commune de Limas est régulièrement animée par la Fête des Conscrits

### Sports
Un site d'escalade près du lieu-dit Notre Dame de Buisante (sur la commune de Pommiers) est aménagé dans une ancienne carrière.

### Données climatiques
| Mois                              | jan. | fév. | mars | avril | mai  | juin | jui. | août | sep. | oct. | nov. | déc. | année |
| --------------------------------- | ---- | ---- | ---- | ----- | ---- | ---- | ---- | ---- | ---- | ---- | ---- | ---- | ----- |
| Température minimale moyenne (°C) | −0,7 | 0    | 2,7  | 5,4   | 9,1  | 12,5 | 14,7 | 14   | 11,4 | 7,3  | 3,4  | 0,4  | 86    |
| Température moyenne (°C)          | 2,4  | 3,8  | 7,7  | 10,7  | 14,6 | 18,1 | 20,5 | 19,8 | 16,8 | 11,8 | 6,8  | 3,2  | 122   |
| Température maximale moyenne (°C) | 5,6  | 7,6  | 12,7 | 16    | 20,1 | 23,8 | 26,4 | 25,7 | 22,2 | 16,3 | 10,2 | 6,1  | 157   |
| Précipitations (mm)               | 49   | 47   | 51   | 55    | 78   | 79   | 57   | 76   | 78   | 69   | 66   | 51   | 0     |

## Transports

### Réseau Libellule

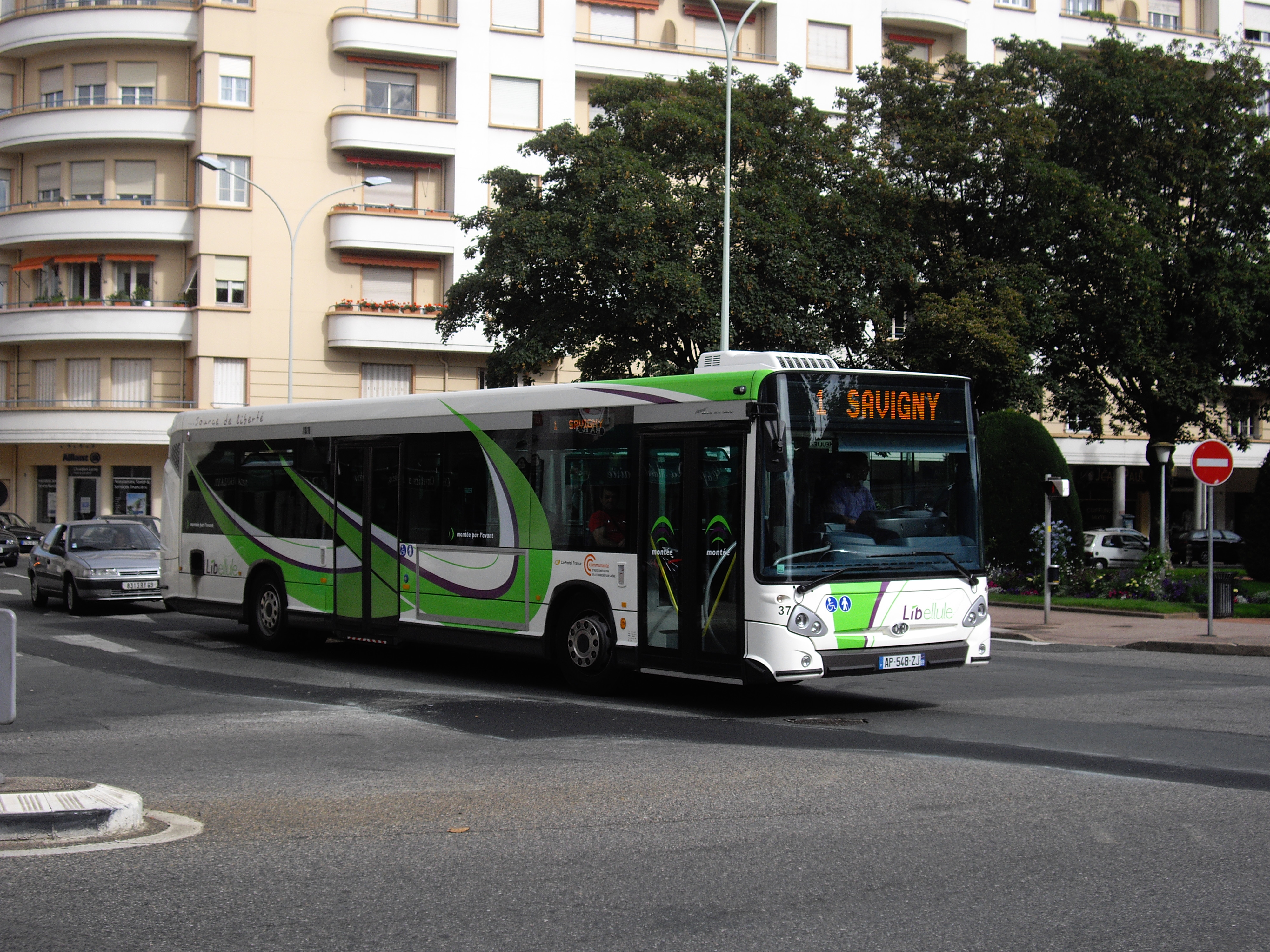
La ligne 1 Libellule dessert Limas.

#### Depuis 2010
Depuis le 23 août 2010, le réseau Libellule a remplacé le STAV. La commune est desservie par les lignes 1, 2, 4, 5, 6, 7. Le TAD STAV est devenu Libellule à la demande.

#### Depuis 2015
À partir du 1er janvier 2015, le SYTRAL devient l'unique autorité organisatrice des transports urbains et interurbains sur l'ensemble du territoire de la métropole de Lyon et du département du Rhône.
Le SYTRAL pilote :
- le réseau  TCL ;
- le service OPTIBUS ;
- Les cars du Rhône ;
- le réseau Libellule ;
- le réseau Rhônexpress qui dessert l'aéroport de Lyon.

### Réseau SNCF
La gare la plus proche de Limas se trouve à Villefranche-sur-Saône (1.51 kilomètres), Anse (3.38 kilomètres), Saint-Georges-de-Reneins (9.81 kilomètres), Quincieux (9.28 kilomètres), Marcilly-d'Azergues (11.34 kilomètres). Le temps moyen de transport pour se rendre à Lyon est de l'ordre de 30 à 35 minutes. En 2017, le prix moyen d'un billet de train est de 7€.

#### Le manoir du Martelet

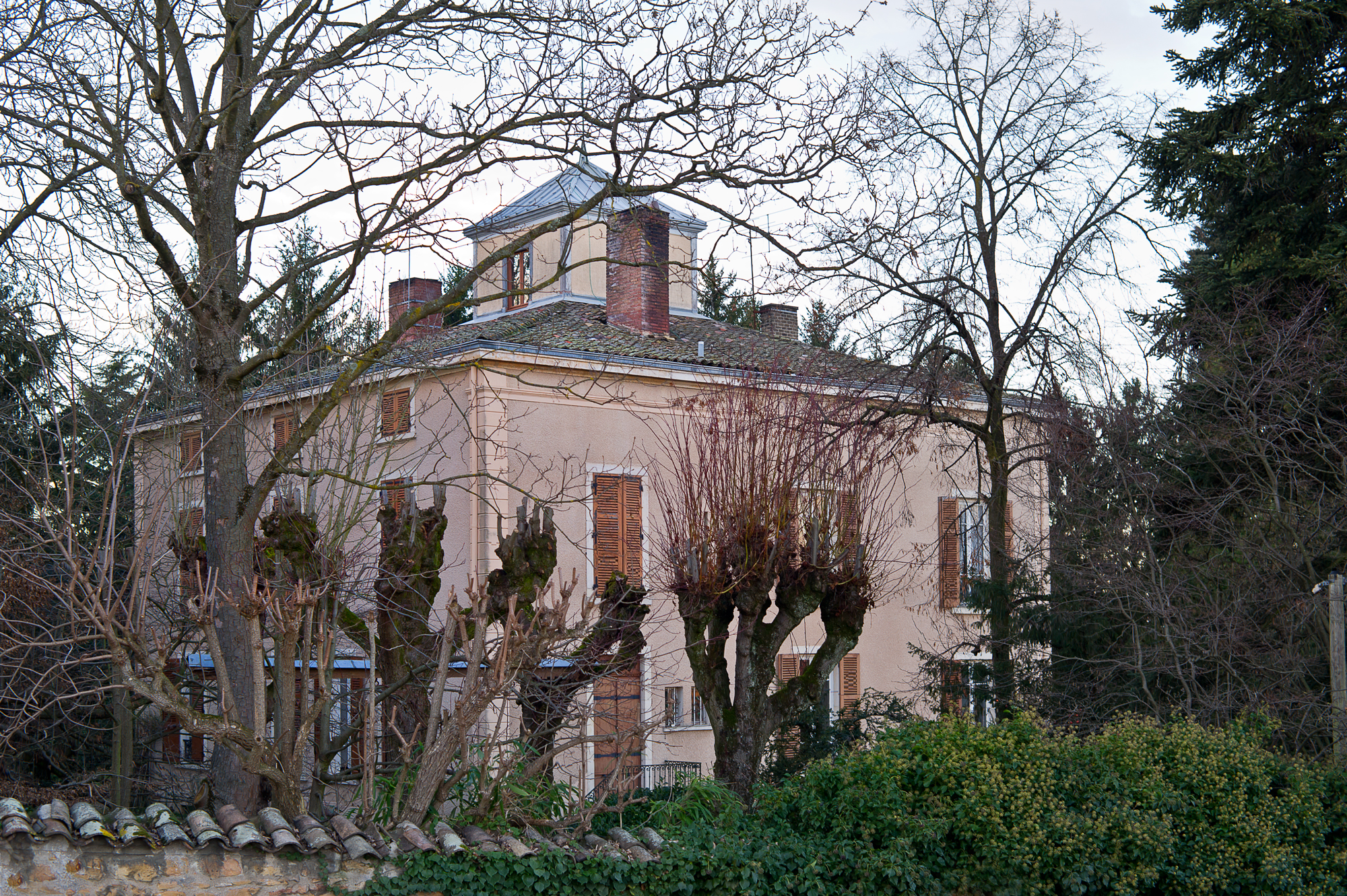
Le manoir du Martelet.

## Culture locale et patrimoine

### Lieux et monuments

#### L'église de Limas

Eglise de Limas
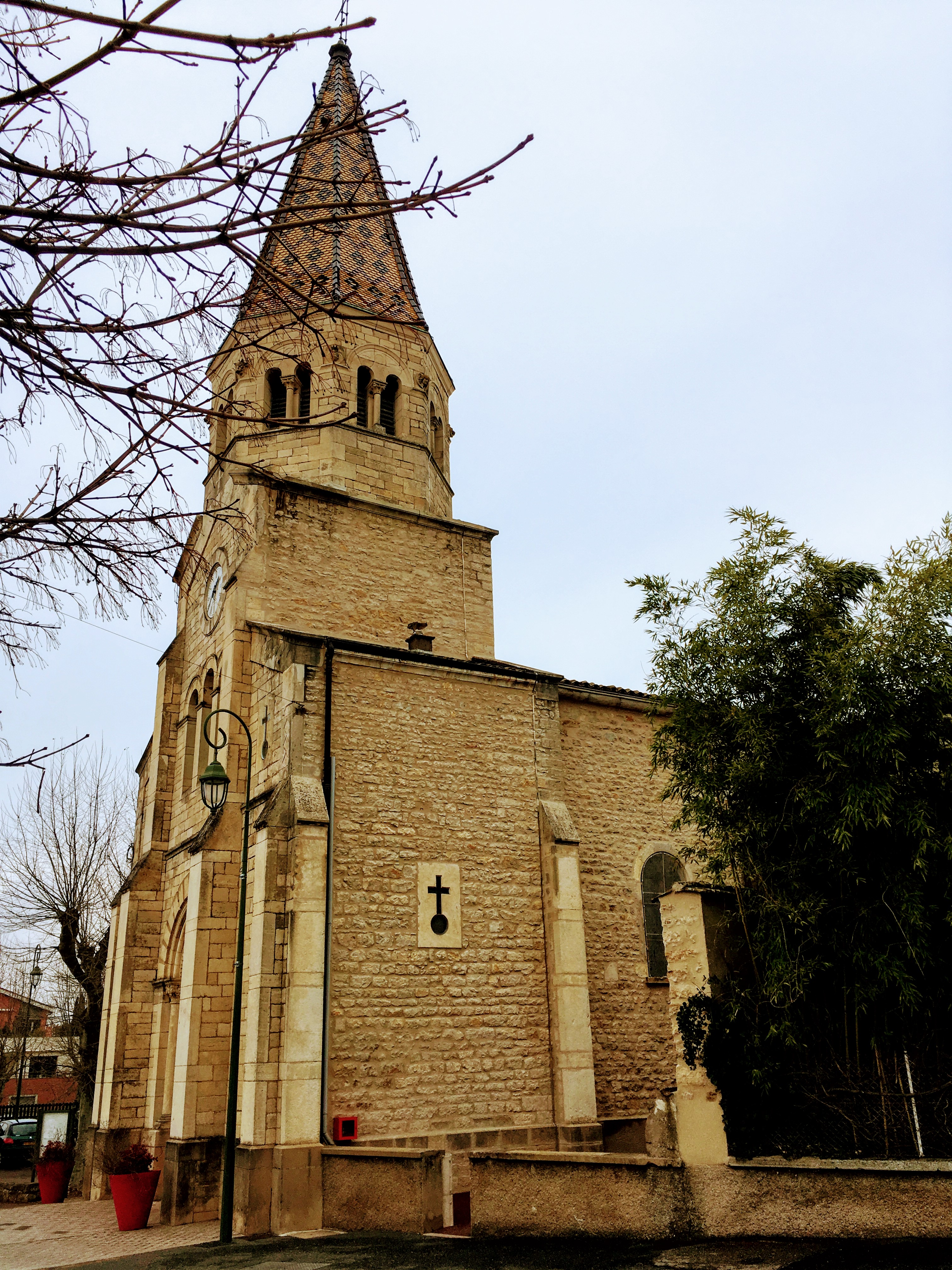
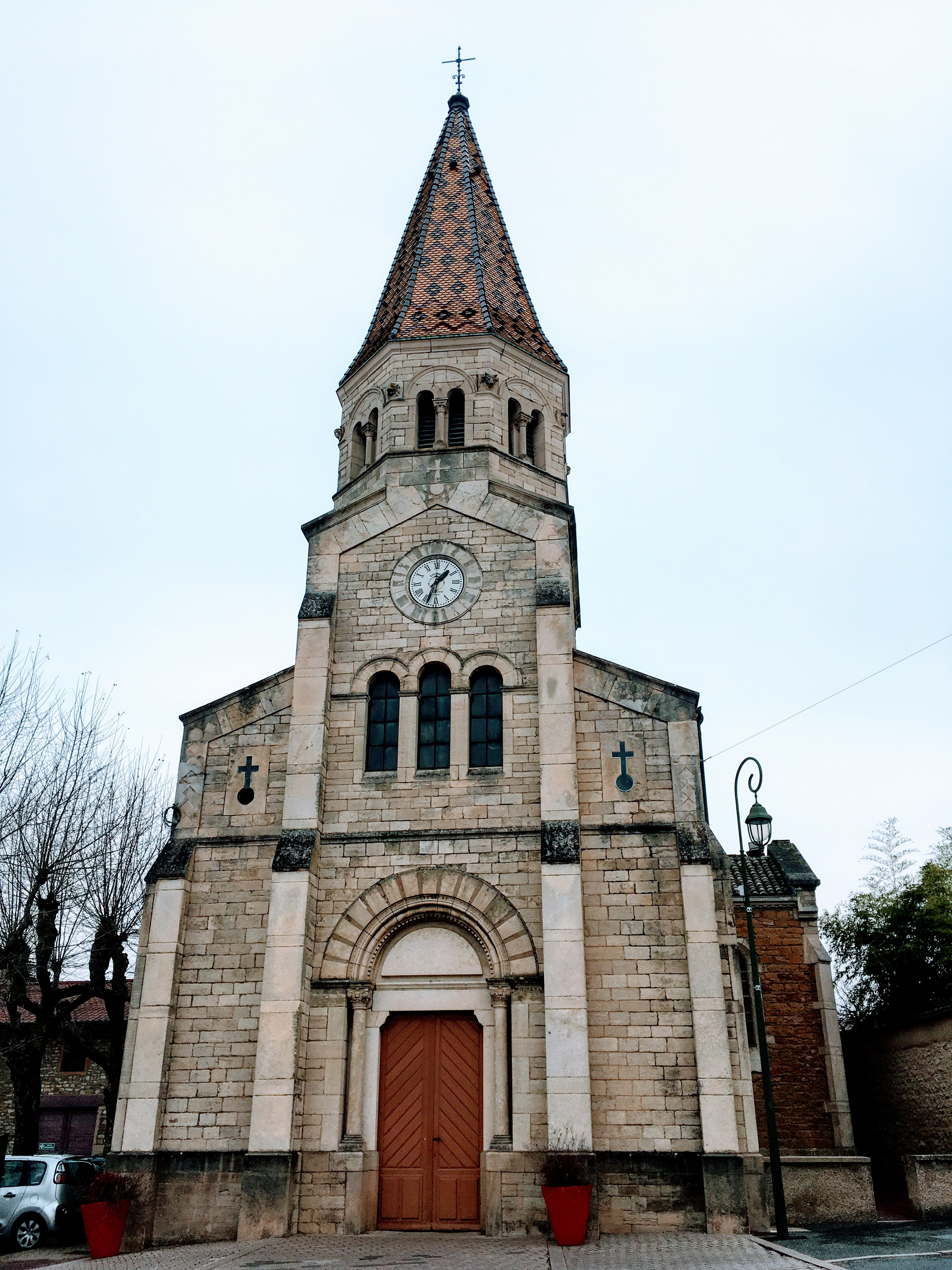
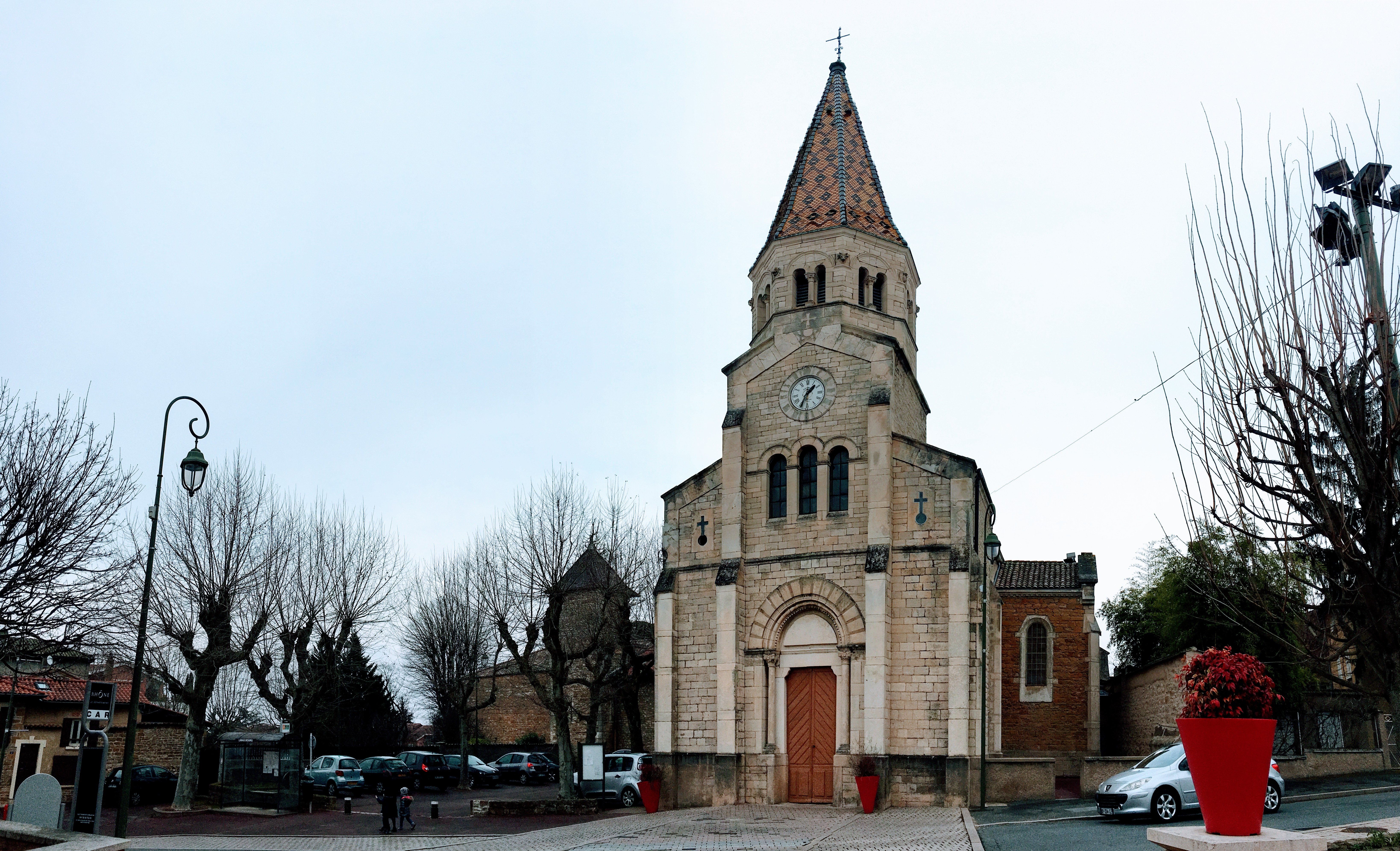
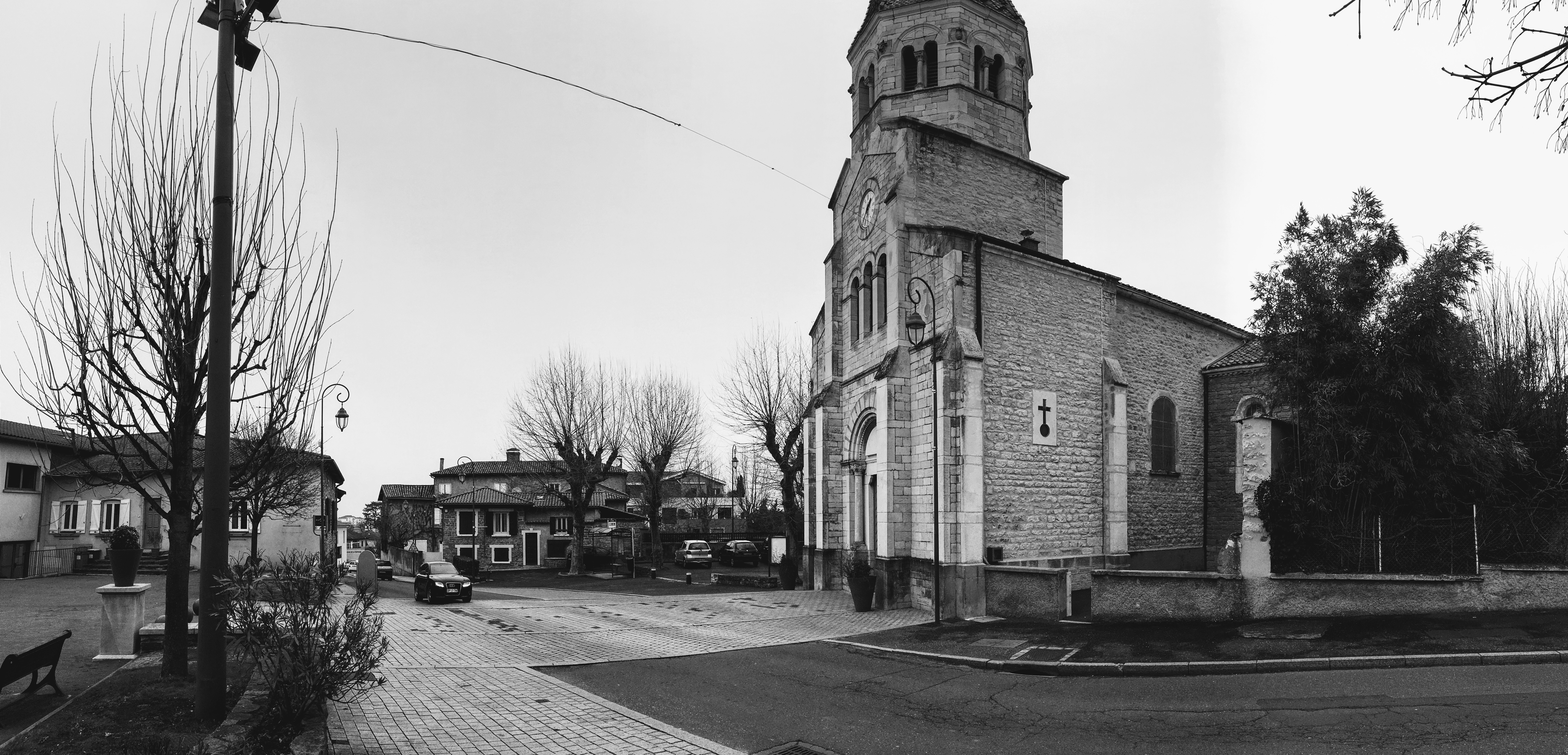
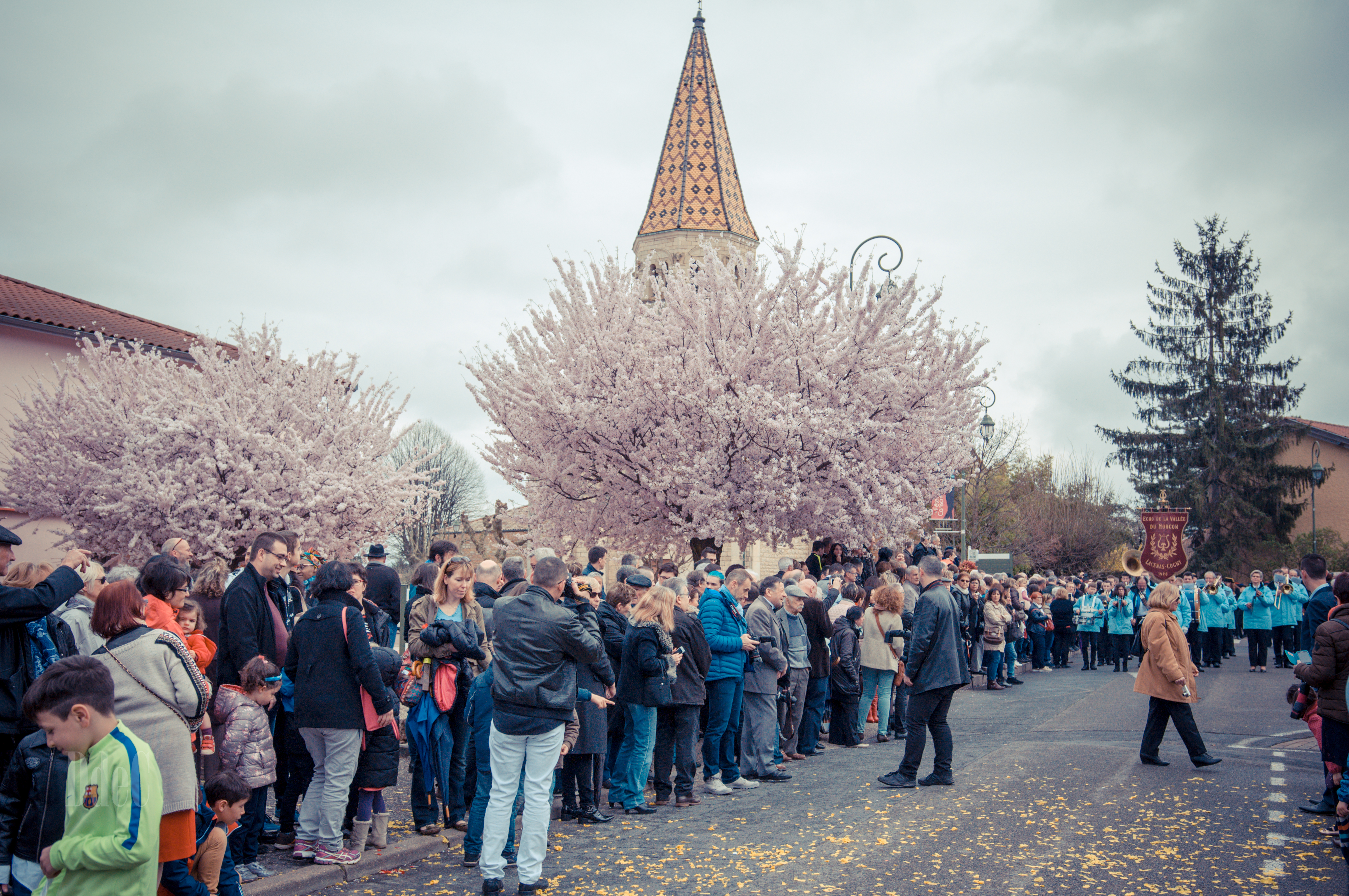
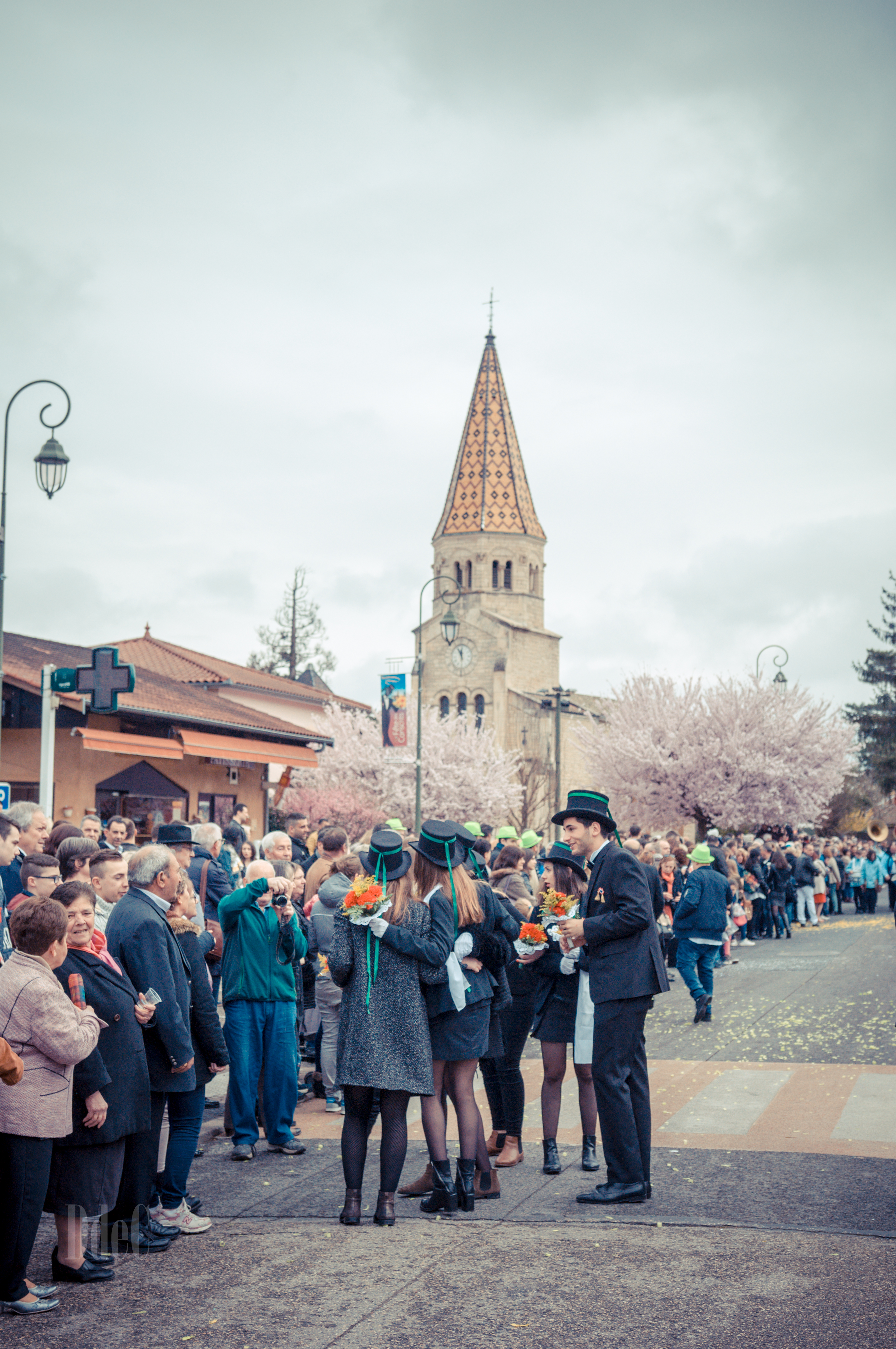
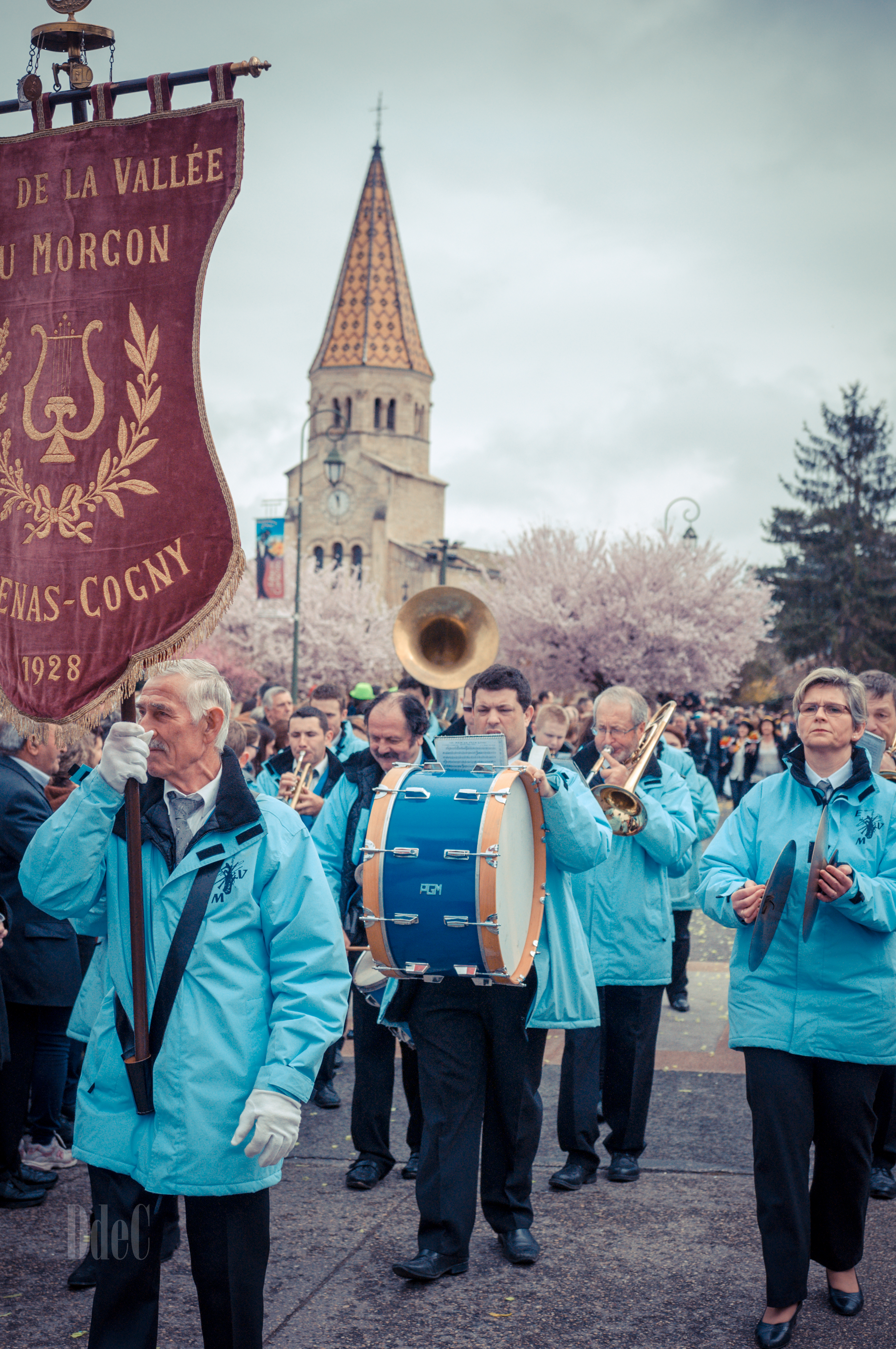
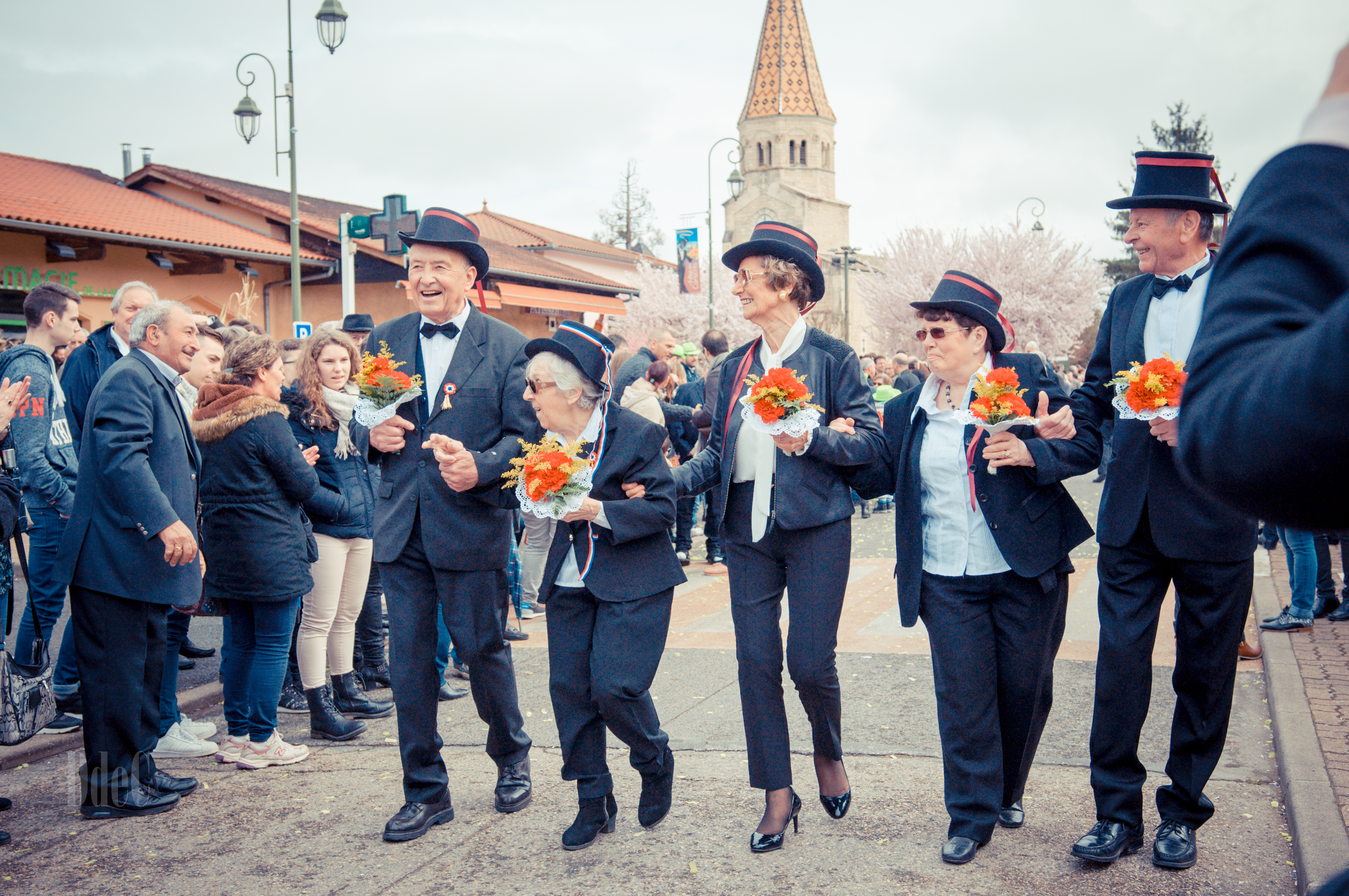

### Espaces verts et fleurissement
En 2014, la commune obtient le niveau « deux fleurs » au concours des villes et villages fleuris.

### Personnalités liées à la commune
La commune est citée par Philippe Noiret dans "L'Horloger de Saint-Paul".
Le journaliste présentateur de BFMTV Loïc Besson est originaire de Limas où il a suivi sa scolarité maternelle et primaire.
- Pierre Coquet (1926-2021), peintre français, y est né[23].

## Jumelage
Mieming (Autriche) depuis 1999